# St Munn’s Parish Church

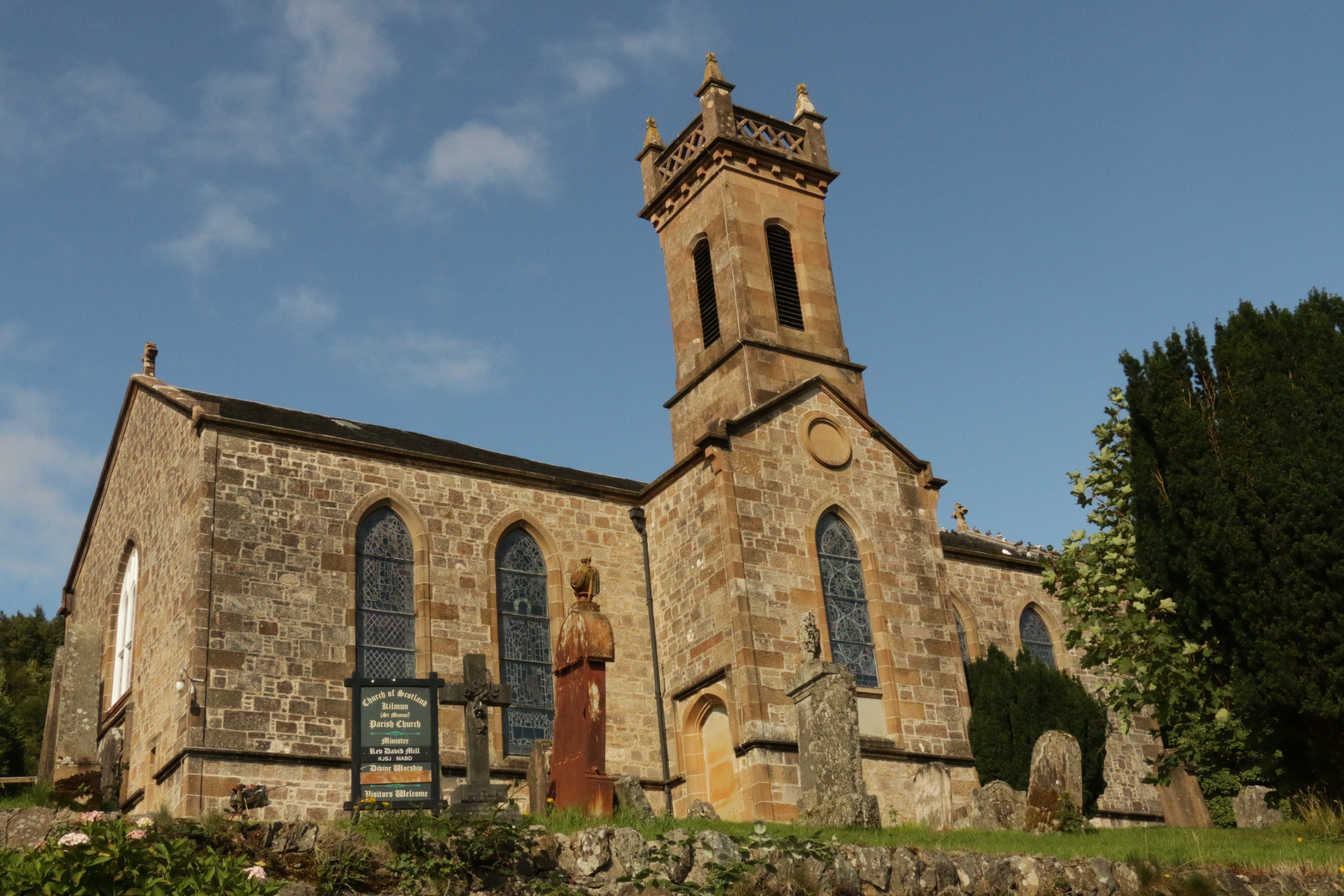
St Munn’s Parish Church

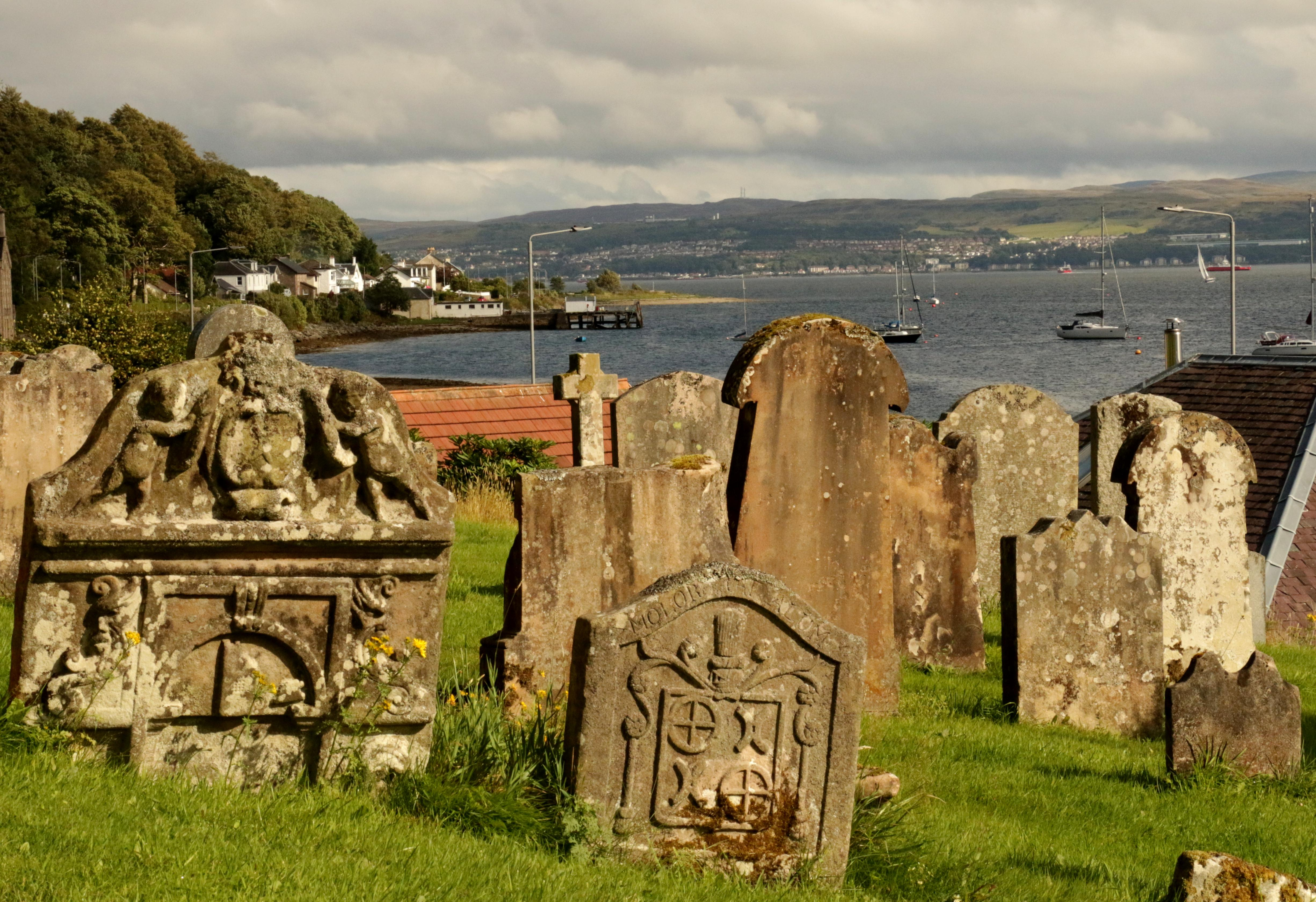
Alte Grabsteine auf dem Friedhof der Kilmun Kirche

St Munn’s Parish Church, auch Kilmun Kirk, ist ein Kirchengebäude der presbyterianischen Church of Scotland in der Ortschaft Kilmun in der schottischen Coucil Area Argyll and Bute. Es liegt nur durch eine Straße von den Ufern der Bucht Holy Loch, einer Nebenbucht des Firth of Clyde, getrennt. 1971 wurde die St Munn’s Parish Church in die schottischen Denkmallisten in der höchsten Kategorie A aufgenommen. Jenseits der Kirche befindet sich der Friedhof, auf dem die Campbells of Argyll zwischen dem 15. und 20. Jahrhundert bestattet wurden.

## Geschichte
Am Standort der St Munn’s Parish Church befanden sich bereits kirchliche Vorgängerbauten. Spätestens seit dem 13. Jahrhundert ist die Existenz einer Kirche an diesem Ort belegt. Die heute noch neben der Kirche aufragende Turmruine stammt jedoch wahrscheinlich nicht aus dieser Zeit, sondern gehörte zu einer Stiftskirche, die Duncan Campbell of Lochawe im Jahr 1442 errichten ließ. Nachdem der Chor 1688 umgestaltet wurde, um eine Verwendung des Gebäudes als Hauptkirche des Parish zu nutzen, wurde dieses Bauwerk 1841 großteils abgerissen.
Die heutige Kirche wurde nach Plänen des Architekten Thomas Burns in den 1840er Jahren errichtet. Zu den Motiven des Neubaus gehörte der Wunsch, einen größeren Raum zur Aufnahme der vermehrt anreisenden Sommerurlauber zu schaffen. In den Jahren 1898 und 1899 nahm der Architekt Peter McGregor Chalmers eine Umgestaltung des Innenraums vor.